# 髙地優吾
髙地 優吾（こうち ゆうご、3月8日 - は、日本のアイドル、俳優、タレント。男性アイドルグループ・SixTONESのメンバー。愛称はこーち、こちゆご。
神奈川県横浜市旭区出身。STARTO ENTERTAINMENT所属。

## 略歴
芸能界はもともと人生設計にはなかったが、「日本テレビ『スクール革命!』3年J組！新入生オーディション」に中学の同級生がいつの間にか応募したことで人生が一変。オーディション通過者数名と共に研修生として2009年5月15日から開催されたKAT-TUNの東京ドーム公演『KAT-TUN LIVE Break the Records』に出演し、オープニングの通称ジュニアマンション（ジャニーズJr.が一人ひとりおさまる格子状のセット）に登場した。初めてバックで踊った曲はコンサート1曲目の『RESCUE』、MC時には、観客5万5000人分のチケットの半券が入った抽選箱をKAT-TUNに持っていく"ボックスJr."という係を務め、これが初ステージとなる。その後、視聴者一般投票によるオーディション最終選考を経て、同年5月24日に放送された『スクール革命!』の中で合格者として発表される。1300人を超える応募者の中から同番組の新レギュラーの座を勝ち取るとともに、ジャニーズ事務所に入所した。
同年6月4日、中山優馬、中島健人、菊池風磨、松村北斗と中山優馬 w/B.I.Shadowを結成。その3日後の6月7日『フォーラム新記録!!︎ジャニーズJr.1 日4公演やるぞ!』で、Hey!Say!JUMP の山田涼介、知念侑李を加えた 7 人で 期間限定ユニットNYC boysを結成、『女子 バレーボールワールドグランプリ2009』のスペシャルサポーターに就任する。
同年7月15日、中山優馬w/B.I.Shadow並びにNYC boysの一員として両A面シングル『悪魔な恋/NYC』で CD デビュー。この年の大晦日にはNYC boysの一員として第60回NHK紅白歌合戦に初出場する。
2011年9月9日、『SUMMARY 2011』公演中に高校の文化祭で骨折し、公演残り2日を欠席。このため、1ヵ月ほど仕事を制限することになる。
同年9月29日、B.I.Shadowのメンバー中島健人と菊池風磨がSexy Zoneの結成と共に11月にCDデビューすることが発表されたため、B.I.Shadow は事実上の解散となる。
2012年4月14日、テレビドラマ『私立バカレア高校』に神保誠役で出演し 俳優デビュー。
同年9月9日、『私立バカレア高校』出演のJr.メンバー6人でジャニー喜多川に直談判し、通称・バカレア組メインコンサート『Johnny's Jr. Johnny's Dome Theatre ～SUMMARY～』を開催 。
2014年1月2日放送の新春ワイド時代劇『影武者徳川家康』に豊臣秀頼役で出演。
2015年5月1日、ジャニーズ銀座2015にて、『私立バカレア高校』出演者6人によるSixTONESの結成を発表。
2017年4月16日開催の『ジャニーズ大運動会 2017』にSixTONESメンバーとして出場。PKでは紅組ゴールキーパーを務め、自らもゴールを決める。また、最終競技の『200m選抜リレー』では、『50mダッシュバトル』からの選抜でKAT-TUNの上田竜也率いる『J-RED』走者に抜擢。強者が揃う中、同チームが1位を獲得し、SixTONESメンバー松村北斗らと共に今大会のMVPを受賞した。
2018年5月放送の『ブラックペアン』第3話では心臓病を患う音大生、田村隼人役 をオーディションにて勝ち取る。11月にはSixTONESメンバーのジェシー、田中樹、松村北斗と共に『世にも奇妙な物語'18秋の特別編 -マスマティックな夕暮れ』に宗徳役で出演。
2019年7月、横浜ウォーカーからオファーを受け、8月号より横浜市でステキな人＆景色を見つける「笑顔のYou Go!」の連載を開始。地元横浜のナイススポットを訪ね、現地の人と笑顔と笑顔のステキな「融合（ゆうごう＝You Go）を図る。
同年、8月8日に東京ドームで行われた「ジャニーズJr.8・8祭り〜東京ドームから始まる〜」のライブ中に所属するグループのSixTONES とSnow Man が2020年に同時CDデビューすることが発表され、同年、10月23日に事務所名義のYouTubeの配信にて2020年1月22日に両A面シングルで同時CDデビューすることが発表された。
2020年、それまではあえてリーダーを作っていなかったが、2020年1月11日放送の日本テレビ系列『嵐にしやがれ』で嵐の大野智発案の元、SixTONESメンバーの多数決で自身以外のメンバーの満場一致により初代リーダーとなる（現在は名誉リーダーに就任）。
同年1月22日、SixTONESのメンバーとしてCDデビュー。
同年5月1日、ジャニーズ事務所公式モバイルサイト、Johnny's web内にて個人ブログを開設。
2020年6月放送の『家政夫のミタゾノ』第4シリーズ第3話では航空会社社長の運転手を務める国木田洋平役で出演。10月にはSexy Zone菊池風磨主演の『バベル九朔』に"親友役"に起用され後藤健役で出演。
2022年1月1日にSixTONESの公式チャンネルにグループの2022年のリーダーを決める様子を撮影した動画が公開され、2020年以来2度目のリーダーに決まったことが発表された。
2024年3月8日、かねてより宣言していた通り、誕生日を迎えた為年齢が非公開となる。各公式サイトのプロフィールから生年が削除され、「※本人の希望で年齢非公開になりました。」と注釈が記載されるようになった。

## 人物
日々笑顔を大事にしており「お客さんに楽しんでもらうために自分も心から笑っていたい」「落ち込んでいる時に笑顔で人を元気づけたい
」と語る。
一番嬉しかったこととして、自らの活動を通じてファンの人たちが笑顔になってくれたことをあげ「人に夢を与える仕事だと改めて感じた」とも語っている。2019年には『映画 少年たち』で役名そのものがキャラクターのキーワードになるエガオを演じる。最初はどうしようもないいじめられっ子で、それを周りに隠すための笑顔だったが、ついに我慢が爆発して笑いながら罪を犯してしまう。この役で、今まで大事にしてきた"楽しい笑顔"とは違ういろんな感情の笑顔の表現（笑いながら震える、笑いながら怖がるなど）が求められたが、その演技はサイコパスで怖いと劇場で悲鳴が上がるほどであった。この経験を通して自分の中で新しい引き出しが増えたのを感じる。そういう意味でも、『笑顔は僕にとって大切な武器』だと語る。普段は癒しの笑顔が評判で、圧倒的な包容力と優しさで場を和ませるグループ内最年長のポジションについている。また、最年長に加え、中和剤的なスタンスでもあり、ジャニー喜多川からはSixTONESにとって「髙地はキーマンになる」と言われ、メンバーはその言葉を「髙地が現場にいると、いい感じにおだやかになる」ことから「（個性豊かな）みんなの色味を調節、調和してくれる存在」だと解釈している。
以前はダンスに苦手意識があり拒絶反応があったが、リハの休憩中も一人で鏡の前でダンス練習をするなど 努力をしている。好きな言葉は"日々努力"。「努力は裏切らないし、自信にもなる」と語る。

### 幼少期
『優吾』という名は祖父の知人が命名。優しい子に育って欲しいという願いが込められている。幼い頃から「人に優しくしなさい」と両親に言われ、困った人を放っておけない性格の母親のもとで育ち、母親の姿が見えなくなるとすぐに泣き叫んでしまうほどの泣き虫だった。ただ、おゆうぎ会になると急に堂々としていたので「肝がすわっている」とよく言われた。

### あこがれの先輩
「亀梨さんはいつまでもカッコいい人。相葉さんは天然で愛されキャラで、笑顔がステキで…目標の存在」。
「人間性が好き」と言うほど相葉雅紀を尊敬し、2010年の嵐の国立競技場のライブで「ステージ上でキラキラとほんわかした雰囲気を醸し出している人を初めて見て、とても衝撃を受けた」という。昔は人と比べて落ち込むことが多く、SixTONESにとって自分がどんな存在かを模索していた。ジャニー喜多川からは「Youはいるだけでいいんだよ」と言われ、最初はその意味がよくわからなかったが、「常に努力していないと"いるだけでいい"とは思えないし、ただいるだけじゃなくて必要とされる存在にもなりたい。」と、次第にプロ意識が芽生え、その上で、「持って生まれたものがきっとある」、「ありのままでいい」と思うようになった。そこから自然体で世代を問わずさまざまな人から愛される「相葉雅紀くんみたいな存在感の人になりたい」という目標にもつながり、グループにおける自分の居場所も少し見えた気がしたという。「相葉さんみたいな空気感を出せて、そこに"髙地らしい"というのが出せたらいいな」と語る。

### スクール革命!
番組出演オーディションの合格をきっかけに人生が大きく変わることになる。初登場時は、テレビで見ていた収録セットに足を踏み入れた瞬間、頭の中が真っ白になったと当時を振り返った。年末恒例の「J組最強運ランキング」では、手相占いで知られている島田秀平に、感情線と頭脳線が一直線になる珍しい「ますかけ線」があると言われる。これは徳川家康の手にも見られることから天下取りの相と呼ばれ、強運を表すとされる。
2009年にスタートし、2019年で丸10年を迎え、番組を企画し、演出を行っているチーフディレクターの黒川高は、「スタートしてまもなく、番組オーディションに受かって放送8回目から加入した髙地についても強い思いがある。普通の中学生だった彼を、番組がこの世界に入れたので、そういう意味でも特別な存在です。初回放送で募集して集まったたくさんの候補者の中から、僕とジャニー喜多川さんで絞るところから始め、その後も様々な審査行程を経て、最終審査は視聴者投票も行い、結果的に彼が選ばれました。数え切れないほどの候補者がいる中、ジャニーさんは最初から「髙地は他の子と違う」とおっしゃっていたのがとても印象的です」とオーディション抜擢時の思い出を語り、同年7月9日に亡くなったジャニー喜多川の慧眼を明かした。自身はこの10年を振り返り、『スクール革命!』が終わってしまったらジャニーズJr.を辞めようとまで思っていた時期もあったが、「本当に辞めなくて良かった」「オレはこの番組のオーディションでJr.に入ったから、コレがなければいまのオレはいない」「人生を変えるきっかけになった番組が長く続いてうれしい」と語った。同年8月8日、SixTONESのデビューが決まり、会場でデビュー発表を聞いていた知念侑李とはコンサート後に握手を交わし、番組の共演者のHey! Say! JUMPの三人に改めてメールで報告をした。番組当初は「先輩より出すぎないように…」とか「しらけたら怖いな」などと勝手に思ってしまい言葉を飲み込むこともあったが 徐々に慣れ、どんなことを言えば発言がテロップに流れるのか色んなバラエティーを沢山見て研究している。また、正解率が高く、比較的簡単なクイズでおバカな一面を見せることから「髙地くんは隠れバカ」、「八乙女くんの"バカ本館"に次ぐ"バカ別邸"」と言われスタジオは大爆笑になり、その後セットで語呂の良い"おバカの本館＆別館"と呼ばれ、愛されキャラクターになっている 一方で生活に関することは詳しく、自分でフルーツ酢を作ったり、食べきれなかったおかずの簡単アレンジレシピ（肉じゃがバーガー）の考案などジャニーズ1生活感のある男として、生活感ジャニーズ-Mr.生活感とも呼ばれ 今では独自のポジションを確立している。仕事スイッチが入れば、何でもできる覚悟があるので、いつかは「ムチャな企画でも、髙地にやらせればおもしろくなる」と言われるような”バラエティー王”になりたいと語る。

### ラジオ
Kis-My-Ft2とSixTONESがニッポン放送『第46回ラジオ・チャリティー・ミュージックソン』のメインパーソナリティを務めた際、番組中の的を射たコメントや人とは違う切り口での発言に共演したKis-My-Ft2から説得力があると評され、NHK ラジオ第1放送『A.B.C-Z 今夜はJ's 倶楽部』ではクイズコーナーのゲスト司会としてA.B.C-Zのデビュー９周年特別番組に迎えられるなど先輩グループからの信頼も厚い。
実際にラジオが好きで、『スクール革命！』で共演しているオードリーがパーソナリティーを務めるニッポン放送『オードリーのオールナイトニッポン（ANN）』をよく聴いている。2020年には『SixTONESのオールナイトニッポン（ANN）サタデースペシャル』もスタートし、『オードリーANN』の"リトルトゥース"のようなおもしろいリスナーの呼び名がついて、それが世間に浸透することが目標と語っていた。その後、兄弟番組として交流を重ねるうちに、オードリーから『SixTONES ANN』のリスナー名を"リトルストーン"とする案が持ち上がり、正式にその名前が付けられた。

### ジャニーズJr.時代に挑戦したパフォーマンス
アクロバット
ベース
ボイスパーカッション

### 特技
サッカーとフットサル
サッカー歴は幼稚園から中学3年生までで、小学生になる前、もともと好きだった野球のチームに入ろうと近くのグラウンドに行ったが、母親の知人のサッカーチームのコーチに誘われて1日体験入部した際すぐに夢中になり、即、正式入部した。ポジションはフォワード。中学校ではサッカー部に入り、1年生の時には地域の育成選手候補となり、横浜市選抜になる。高校でも続ける意思はあったが、サッカー部の体験入部の日に『スクール革命!』のオーディションがあり、その後合格しジャニーズJr.入りしたため断念する。2015年に出場した大会ではベストゴールに選ばれ、得意なリフティングはジャニーズ銀座2015でも披露。大学時代には友人とフットサルチームを作り 大会にも出場し、関東大会ベスト16まで勝ち進むなどの成績を残す。TOKIOの国分太一が組んでいるフットサルチームにメンバーとして加入した際には、「彼は上手かったね。センスあるんですよ、献身的に守備もやったり」と絶賛された。
- 『【緊急企画】ロナウジーニョさんに突撃インタビュー！』（2019年10月27日、YouTube）ジャニーズ事務所のYouTube公式チャンネル「ジャニーズJr.チャンネル」にて、ゲスト出演第１号となったサッカー元ブラジル代表ロナウジーニョにインタビューを行った[140]
- 『スイモクちゃんねる-サッカーとゴルフが融合した新スポーツ！フットゴルフに挑戦』（2021年6月17日、BS-TBS）[146]
- 『スイモクちゃんねる-フットゴルフでTBS齋藤慎太郎アナウンサーと対決後半戦』（2021年7月1日、BS-TBS）[146]
- 『スポニチ-東京五輪サッカー男子準々決勝NZ戦観戦記』（2021年8月1日、スポーツニッポン）(五輪観戦記）

### 趣味
バイク
16歳の時にバイクの免許を取得し、趣味はツーリング。なかなか遠出できない時は休みにエンジン音を聞くだけでも、頭を切り替えられる。バイクはそれほど心を落ち着かせてくれる存在だという。これまでも何台か乗り継いでおり、家にはすでに父親のミニバイクとビッグスクーターがあるが自身はアメリカンタイプのバイクが欲しいので、ショップに行っていろいろ見くらべ楽しんでいる。同時に、家で所有しているミニバイクを“ネイキッド”から“カフェレーサー”というタイプに変更し、ウインカーやミラー、ガソリンタンクなどのパーツをよりスタイリッシュなものにカスタムするなどして楽しんでいる。溶接にも興味があり、1枚の鉄板から自分でマフラーなどを作る溶接動画などもYouTubeでチェックしている。将来は溶接の機械などを入れて作業ができるガレージを作り、世田谷ベースなどを所有する「所ジョージのようになりたい」、「“髙地優吾イチからバイクを組み立ててみた”的な企画もやってみたい。自分の知識を伝えるというより、その道のプロの横で無邪気に楽しみたい」と語った。
- 『華丸大吉&千鳥のテッパンいただきます!-バイク好き芸人とツーリングへ！』（2020年7月14日、関西テレビ）[153]

キャンプ
2019年頃に八乙女光に連れて行ってもらったことをきっかけにキャンプに夢中になる。バイクでよく行くソロキャンプを通じて、まずは自分自身がルールやマナーなどを知らないとキャンプ好きとして恥ずかしいし、初めて体験する人にも、より安全にキャンプを楽しめる方法やどういう料理を作ったら良いかなど、キャンプの知識や様々なアクティビティを丁寧な言葉で教えてあげたいと思い、動画の授業やリモート授業を受け、筆記試験と課題提出で合格を掴み、キャンプインストラクターの資格を取得した。
- 『おひとりさま専用Walker2021-今から始めたいソロキャンプ』（2020年12月1日、KADOKAWA）[158]
- 『スイモクちゃんねる-キャンプどハマり中！ソロキャンプに挑戦』（2021年8月5日、BS-TBS）[159]
- 『スイモクちゃんねる-絶品キャンプ料理を披露』（2021年8月12日、BS-TBS）[160]
- 『首都圏から出発！いま行きたいキャンプ場-【特別企画】MY CAMP STYLE』（2022年2月14日、ぴあ）[161]

温泉
仕事で大事なところでミスをしたり、撮影で何度も撮り直しが続くとプレッシャーでガチガチになってしまうことがあるが、自信が出るまで練習することと、温泉に入りながら「俺ってすごく小さいな」と自分を引いて見たり、誰かに否定されても、仕事で失敗してダメになっても「死にはしない」と極論で考えることでプレッシャーに打ち勝とうとしている。もともとお湯につかることが好きで、地元近くのスーパー銭湯は行きつくしたので、秘湯などの温泉めぐりをしたいと語る。温泉好きが高じて2019年6月18日に温泉ソムリエの資格を取得。
- 『Smile Up ! Project ～自宅で温泉気分～ 髙地優吾』（2020年4月21日、YouTube）新型コロナウイルス感染拡大を受けての社会貢献プロジェクト「Johnny's Smile Up! Project」の一環としてジャニーズ事務所のYouTube公式チャンネル「Johnny's official」に公開[164]
- 『スッキリ-おうちで温泉気分を味わう入浴法-』（2021年1月29日、日本テレビ）[注釈 25]
- 『所JAPAN-命がけ温泉-第２弾』（2021年5月17日、関西テレビ）式根島-足付温泉・山海の湯・地鉈温泉[166]
- 『所JAPAN-命がけ温泉-第２弾/完結編』（2021年5月24日、関西テレビ）式根島-御釜湾海中温泉の源泉を採水（泉質調査の為）[167]

ハンディクラフト
新型コロナウィルスによる外出自粛期間中にレザークラフトを始める。好きな革を選んで、一から手縫いで手帳型携帯ケースや財布などを作成。
- 『土曜プレミアム『大冒険クラフトバラエティー　ゼロイチできんのか！？第２弾』-紙エプロン作りに挑戦！（2021年6月5日、フジテレビ）[170]

### 嗜好
ファッション
好きなテイストはアメリカンカジュアルで、デニムやブーツが多い。デニムはセットアップ、Gジャン、つなぎ、ダメージデニム などを数多く所有し、2020年には「ベストジーニスト2020」一般選出部門で10位に入賞した。レザーやデニムなど、自分で「育てて」いけるアイテムを好み、レザーのアイテムは半年に1回全部を磨く日をつくっている。アクセサリーは20歳の誕生日に買い始めたインディアンジュエリーブランド のシルバーアクセサリーをお守りのようにつけている。初めて手にしたときの喜びが大きかったため、それからはパーツを増やしカスタムを楽しんでいる。一緒に年を取っていく感じがいいと語る。
料理
卵料理全般、特にオムライスが好き。ケチャップライスに昔ながらの卵固めで、ソースはデミグラスよりケチャップ派。魚をさばくことができ、時間がある時は、凝った料理も作る。今まで一番手をかけた料理は「牛すじの煮込み」。
- 『調べるJ』-日本最大級のレシピ動画サービスでオリジナルレシピを公開（2019年12月27日、テレビ朝日）明太子、とろろ、にんじん、卵黄を使った胃疲れした時にもさらっと食べられる『心あったまる♪明太クリーム風うどん』(レシピ[注釈 26])を考案、調理・撮影まですべての工程を自ら行い、オリジナルのレシピ動画を完成させた[181]
- 『スクール革命!』-料理好き男子の八乙女と髙地の料理対決『夏に食べたい丼』考案したレシピを番組が再現（2021年7月18日、日本テレビ）180円でガッツリ満足！ 誰でも簡単『経済丼』(レシピ）

アンパンマン
アンパンマンの絶対に弱音を吐かないところや、人のためにどこまでも頑張るところに憧れていて、あんなふうに元気や安心感を人に与えられて、かつ誰もが知っているという存在になりたいという。アンパンマンミュージアムに出かけることもある。

### 学業
2016年3月、和光大学表現学部総合文化学科を卒業。舞台や芝居の仕組みについての講義を専攻し、雅楽やアジアアイドルなど芸能全般について学ぶ。卒論では『アイドル』について考察。日本のアイドルの歴史やアイドルがどのようにしたら売れるのか、など様々な角度から自分なりの戦略論を考えていると語った。

### 資格取得
- スクーバダイビング（Cカード）[要出典] - 2018年6月10日放送の「スクール革命!　修学旅行 in 千葉・房総」にて取得[187]。
- 温泉ソムリエ[154][163]
- バーベキュー検定[154][158]
- 防災備蓄管理士[154]
- キャンプインストラクター[188]
- 手話検定[154]
- 二級小型船舶操縦士[189]

### 受賞歴
あなたが選ぶJr.大賞
アイドル誌『Myojo』の読者投票によるランキング企画『あなたが選ぶJr.大賞』内『霊感が強そう』部門において10年連続1位を獲得。これは全部門を通して歴代最多記録である。2020年にデビューが決まったことからJr.大賞からの卒業が発表され、2010年の初登場から2019年までの10連覇で記録終了となる。
ベストジーニスト
2020年10月12日、「第37回ベストジーニスト2020」一般選出部門にて得票数13,427票で10位入賞。

## 作品

### ソロ曲
- MUSIC IN ME - 『CREAK』〈初回盤A〉収録
- にたものどうし - 『BOYZ』〈初回盤A〉収録

### ユニット曲
森本慎太郎
- My Hometown -『1ST』〈初回盤B:音色盤〉収録

松村北斗
- 真っ赤な嘘 - 『CITY』〈初回盤B〉収録

京本大我
- ラ・ラ・ラ・ラブストーリー - 『声』〈初回盤B〉収録

ジェシー
- Blue Days - 『THE VIBES』〈初回盤B〉収録

田中樹
- PARTY ANIMAL -『GOLD』〈初回盤B〉収録

## 出演

### バラエティ番組
- スクール革命!（2009年5月24日  - 、日本テレビ）[193]
- ヤンヤンJUMP（2011年4月16日 - 2013年1月20日、テレビ東京）[194]
- ガムシャラ!（2014年4月12日 - 2016年4月2日、テレビ朝日）[195][196]
- ラヴィット!（2021年7月 - 、TBSテレビ）- 7月度マンスリーゲスト[197][注釈 27]

### 音楽番組
- ザ少年倶楽部（2009年6月14日 -、NHK BSプレミアム）[要出典][注釈 28]
  - （2020年4月3日[注釈 29] – ）- 「Jr.にQ」 のコーナー司会A.B.C-Zの河合郁人のアシスタントを務める[156]。
  - （2020年6月5日 – 2020年6月12日）-「“コラボ”の力PART1、PART2」と題し、2週に渡りこれまでの未公開映像やスペシャルコラボレーションの映像を放送。リモート出演し、河合郁人と共に司会を務める[199][200]。

- ガムシャラJ’s Party !!（2014年7月5日 - 2015年2月28日、テレ朝チャンネル1）[201][202]

### テレビドラマ
- 私立バカレア高校（2012年4月14日 - 6月30日、日本テレビ）- 神保誠 役[203][204]
- 影武者 徳川家康（2014年1月2日、テレビ東京）- 豊臣秀頼 役[205]
- ブラックペアン 第3話（2018年5月6日、TBS）- 田村隼人 役[40][206]
- 世にも奇妙な物語 ’18秋の特別編「マスマティックな夕暮れ」（2018年11月10日、フジテレビ）- 宗徳 役[45][207]
- 家政夫のミタゾノ 第4シリーズ 第3話（2020年6月19日[注釈 30]、テレビ朝日）- 国木田洋平 役[63]
- バベル九朔（2020年10月20日（19日深夜） - 12月22日（21日深夜）、日本テレビ） - 後藤健 役[動画 18][動画 19][65]
- 特捜9 season5 第3話（2022年4月20日、テレビ朝日）- 白羽行人 役[209]
- ムサシノ輪舞曲（2025年4月19日 - 6月21日、テレビ朝日） - 武蔵原文太 役[210]

### 映画
- 劇場版 私立バカレア高校（2012年10月13日）神保誠 役[211]
- 映画 少年たち（2019年3月29日）エガオ 役[動画 20][動画 21][212]

### コンサート
- フォーラム新記録!!ジャニーズJr.1日4公演やるぞ!コンサート（2009年6月7日、東京国際フォーラム）[21]
- ジャニーズJr.夏休み全員集合1日4公演!!（2009年8月18日、東京国際フォーラムホールA）[213]
- 年末ヤング東西歌合戦!東西Jr.選抜大集合 2010!（2010年11月26日 - 27日、NHKホール）[214]
- フレッシュジャニーズJr. IN 横浜アリーナ（2012年12月16日、横浜アリーナ）[215][216]
- ガムシャラ J's Party !! Vol.4（2014年5月13日 - 14日、EXシアター六本木）[217]
- ガムシャラ J's Party !! Vol.6（2014年12月17日、EXシアター六本木）[218]
- ガムシャラ J's Party !!︎ Vol.7（2015年1月23日 - 26日、EXシアター六本木）[219]
- ガムシャラ! サマーステーション [チーム羅]（2015年7月25日・27日・29日・31日・8月7日・11日・12日・14日、EXシアター六本木）[220]

### 舞台
- ABC座 星（スター）劇場（2012年2月4日 - 29日、日生劇場）[221]
- Johnny's Dome Theatre 〜SUMMARY2012〜（2012年9月9日、東京ドームシティホール）[222][215][注釈 31]
- Live House ジャニーズ銀座 noon boyz + ジャニーズJr.≪Part1≫（2013年4月29日・30日・5月11日・25日・31日、シアタークリエ）、 Live House ジャニーズ銀座 松島聡／マリウス葉 + Sexy Boyz + ジャニーズJr.≪Part1≫（2013年5月12日・26日、シアタークリエ）[224][225][226]
- ANOTHER（2013年9月4日 - 28日、日生劇場）[227][228] ハイランド 役[要出典]
- Live House ジャニーズ銀座 [ジャニーズJr.Part1]（2014年5月9日 - 11日・28日・29日、シアタークリエ）[229][230]
- ジャニーズ銀座 2015（2015年4月30日・5月1日・3日・4日、シアタークリエ）[231]
- 夏の夜の夢（2022年9月9日 - 28日[注釈 32]、日生劇場） - ライサンダー 役[233]
- 星降る夜に出掛けよう（2023年6月12日 - 21日、南座 / 10月2日 - 28日、大阪松竹座）[234]
- Come Blow Your Horn〜ボクの独立宣言〜（2024年10月3日 - 20日、新国立劇場 中劇場 / 10月25日 - 28日、森ノ宮ピロティホール） - 主演・バディ・ベーカー 役[235]
- ある日、ある時、ない男。（2025年8月25日 - 9月16日〈予定〉、東京グローブ座 / 9月21日 - 28日〈予定〉、梅田芸術劇場シアター・ドラマシティ / 10月4日 - 7日〈予定〉、J:COM北九州芸術劇場 大ホール） - 主演・車谷良介  役[236][237][238]

### ネット配信
- 【１００分間】日本の王者たちvsシルクロードで本気の鬼ごっこした結果！？【フィッシャーズ】（2020年1月11日、YouTube） - ゲスト出演[239]
- SixTONES Part 2 Inside Scoop with SixTONES（2020年11月19日、YouTube） - ゲスト出演[240]
- ISLAND TV SixTONES Archived（2021年02月01日、ISLAND TV）[241]
- スクール革命！【日テレ公式チャンネル】（2021年2月28日-、YouTube）[242][243]
- Johnny's Gaming Room（2021年12月16日-、YouTube）[244][245]
- ワイルドトリッパー!!（2025年4月10日 - 、Prime Video） [246]

### CM
- バスクリン「きき湯」（2023年）[247]

## 書籍

### 雑誌連載
- 『横浜ウォーカー』 KADOKAWA
  - 髙地優吾(SixTONES) 「笑顔のYou Go!」（2019年8月号 - 2020年6・7月合併号) [2][46][248]